# لنست
لنست (به انگلیسی: The Lancet)، یکی از معتبرترین و مشهورترین هفته‌نامه‌های پزشکی است.
لنست در سال ۱۸۲۳ توسط توماس واکلی جراح انگلیسی پایه‌گذاری شد. لنست نام خود را از یکی از وسایل جراحی با همین نام گرفته‌است. از سال ۱۹۹۱ انتشارات الزویر امتیاز مجله را کسب کرد و آن را منتشر می‌کند. سردبیر آن از سال ۱۹۹۵ ریچارد هورتون است.

## ضریب تأثیر
بر اساس گزارش استنادی مجلات، ضریب تأثیر لنست در سال ۲۰۱۸ برابر با ۵۹٫۱۰۲ و در سال ۲۰۲۰ برابر با ۷۹.۳۲۱ بود که در بین مجلات پزشکی عمومی و داخلی در جایگاه دوم بعد از ژورنال پزشکی نیوانگلند قرار داشت.

## مقالات درباره‌ی ایران
تا کنون حدود صد مقاله با محوریت سلامت عمومی ایران در نشریه پزشکی لنست به چاپ رسیده است، از جمله:
- ضایعات روده کوچک ناشی از اسهال مزمن و ماراسموس در ایران، برایان کریمر، ۱۹۷۰[۴]
- ایران: وعده ها و چشم اندازهای سلامت، هیئت تحریریه، ۲۰۱۶
- ایران، تحریم ها و همکاری ها، رضا افشاری، ۲۰۱۶
- احیا پس از COVID-19 در ایران، شارمیلا دوی، ۲۰۲۰
- عملکرد سیستم سلامت در ایران: تحلیلی سیستماتیک برای مطالعه سال ۲۰۱۹ بار جهانی بیماری‌ها، گروه نویسندگان، ۲۰۲۲
- "ترس هرگز از بین نمی رود": سلامت زنان در ایران، شارمیلا دوی، ۲۰۲۲[۵]
- مهسا امینی-هرگز فراموش نکن، ریچارد هورتون، ۲۰۲۳[۶]
- خودکشی پزشکان ایرانی جرقه انتقاد از شرایط کاری را برانگیخت، شارمیلا دوی، ۲۰۲۴[۷]